# مارتن كيسيل
مارتن كيسيل (بالألمانية: Martin Kessel)‏ هو كاتب ألماني، ولد في 14 أبريل 1901 في بلاوين في ألمانيا، وتوفي في 14 أبريل 1990 في برلين في ألمانيا.

## وصلات خارجية
- مارتن كيسيل على موقع IMDb (الإنجليزية)
- مارتن كيسيل على موقع مونزينجر (الألمانية)